# Tisztavérűsith-tisztogatás

## Előzmények
A Csillagok háborúja univerzumában 5000 évvel a yavini csata előtt egy sith csatahajó az Omen kényszerleszállást hajtott végre a Kesh bolygón. A túlélők a bolygó őslakosaira gyorsan rátaláltak, akik az idegenekre istenként tekintettek, így gyorsan megszerezték a bolygó feletti uralmat. Az Omen legénységéből 57 tisztavérű sith maradt életben. Éveket töltöttek a bolygón, ez idő alatt 12 tisztavérű sith különböző szerencsétlenségeknek köszönhetően életét vesztette. A tisztavérűek vezetője Ravilan Wroth volt, az elveszett sith törzsé Yaru Korsin.

## A tisztogatás
Wroth azt szerette volna, ha Yaru Korsin a bolygó elhagyását sokkal inkább szem előtt tartotta volna, mintsem a Kesh ügyeinek intézését. Wroth ezért úgy döntött, hogy megmérgezi a bolygó ivóvizét, hogy úgy tűnjön, mintha egy halálos vírus pusztítana. Tervét sikerrel végrehajtotta és Tetsubal városának összes lakójával végzett. Erre azonban rájött Yaru Korsin felesége, aki ezután ugyanazt tette, mint Wroth, és hét másik város vizét is megmérgezte több százezer keshi őslakos halálát okozva. Majd mindezek után Yaru Korsin elé járult azzal, hogy Wroth veszélyes és meg kell tőle szabadulniuk. Yaru Korsin pedig pogromot rendelt el a tisztavérű sithek ellen. Egyetlen éjszaka alatt mind a 45 tisztavérű sithtel végeztek, akik próbáltak védekezni, azonban nem sokáig tudták a támadóikat feltartóztatni. A halottak fejét Kesh legnagyobb városában, Tahvban tűzték ki elrettentésül. A rajtaütésben megsérült Ravilan Wrothot Tahv közterére hurcolták, ahol Yaru Korsin feleségével nézett szembe. Beismerte Tetsubal megmérgezését, de a többi városét nem. Ekkor Wrothtal közölte, hogy ő mérgezte meg a többi várost, továbbá csak idő kérdése lett volna és a tisztavérű sithek ugyanezt tették volna velük, emberekkel. A tisztogatást titokban támogatta a Keshiri mozgalom is, akik szintén szerettek volna megszabadulni a sith faj uralmától. A tisztogatás hírét az őslakosok örömmel fogadták. Bár az elveszett törzs komoly veszteségeket szenvedett el, számuk egy évtized múltán már jelentős növekedésnek indult. Yaru Korsin felesége az esetet követően mindent megtett, hogy még a történelemből is kitörölje a tisztavérűek emlékét. Yaru Korsin a vérontásra úgy tekintett, mint egy szerencsétlen, de elkerülhetetlen eseményre, melynek hatására az elveszett sith törzs megszabadult a belső konfliktusaitól.

## Utóhatás
Közel kétezer évvel később megjelent a Kesh-en egy politikai frakció, melynek tagjai tisztelték Ravilan Wrothot és a tisztavérűeket, noha ismereteik csak szóbeszédeken alapultak. Miután megtudták az igazságot a tisztavérűekről, akkor a frakción belül törtek ki zavargások feloszlatva saját magukat. A zavargások túlélői ezután az Omen elpusztítására készültek, végül azonban letettek tervükről. Ennek oka, hogy találtak egy térképet egy másik kontinensről a Kesh-en. A fragmentált sithek félretették nézeteltéréseiket és egyesültek, hogy az új kontinenst elfoglalják.